# Gąski (gromada w powiecie inowrocławskim)
Gąski – dawna gromada, czyli najmniejsza jednostka podziału terytorialnego Polskiej Rzeczypospolitej Ludowej w latach 1954–1972.
Gromady, z gromadzkimi radami narodowymi (GRN) jako organami władzy najniższego stopnia na wsi, funkcjonowały od reformy reorganizującej administrację wiejską przeprowadzonej jesienią 1954 do momentu ich zniesienia z dniem 1 stycznia 1973, tym samym wypierając organizację gminną w latach 1954–1972.
Gromadę Gąski z siedzibą GRN w Gąskach utworzono – jako jedną z 8759 gromad na obszarze Polski – w powiecie inowrocławskim w woj. bydgoskim, na mocy uchwały nr 24/7 WRN w Bydgoszczy z dnia 5 października 1954. W skład jednostki weszły obszary dotychczasowych gromad Gąski, Szpital i Wierzbiczany ze zniesionej gminy Gniewkowo w tymże powiecie. Dla gromady ustalono 21 członków gromadzkiej rady narodowej.
Gromadę zniesiono 1 stycznia 1958, a jej obszar włączono do gromad Gniewkowo (wsie Wierzbiczany, Truszczyzna, Lipionka i Gąski) i Wonorze (wieś Szpital) w tymże powiecie.